# Wit-Rusland op het Eurovisiesongfestival 2011
Wit-Rusland nam deel aan het Eurovisiesongfestival 2011 in Düsseldorf, Duitsland. Het was de 8e deelname van het land op het Eurovisiesongfestival. De BTRC was verantwoordelijk voor de Wit-Russische bijdrage voor de editie van 2011.

## Selectieprocedure
Pas op 6 december 2010 gaf de Wit-Russische nationale omroep te kennen te zullen deelnemen aan de volgende editie van het Eurovisiesongfestival. Net zoals het jaar ervoor werd de artiest intern gekozen. Geïnteresseerden kregen tot 21 februari 2011 de tijd om zich kandidaat te stellen, waarna een vakjury zou kiezen wie Wit-Rusland vertegenwoordigt in Düsseldorf. Er waren geen restricties qua nationaliteit van de artiesten en componisten. De keuze viel uiteindelijk op Anastasiya Vinnikova met het nummer Born in Bielorussia. Aangezien er in het nummer veelvuldig gerefereerd werd aan de voormalige Sovjet-Unie, werden tekst en titel aangepast: I love Belarus.

## In Düsseldorf
In Düsseldorf trad Wit-Rusland aan in de tweede halve finale, op 12 mei. Wit-Rusland was als zestiende van negentien landen aan de beurt, na Estland en voor Letland. Bij het openen van de enveloppen bleek dat Wit-Rusland zich niet had weten te plaatsen voor de finale. Na afloop van het festival werd duidelijk dat Anastasiya Vinnikova op de veertiende plaats was geëindigd, met 45 punten. Wit-Rusland was het enige land dat het niet redde uit de top 10 van de televoters.